# Кемеровский технологический институт пищевой промышленности КемГУ
Кемеровский технологический институт пищевой промышленности (КемТИПП) — институт в составе КемГУ. Ранее - Кемеровский технологический институт пищевой промышленности (с 2015 года - университет), независимо существовавший с 1972 по 2018 года. Является центром по подготовке кадров для предприятий пищеперерабатывающей и ряда других отраслей промышленности Сибири, Дальнего Востока, Урала и стран СНГ.

## Общие сведения

### Из истории создания вуза
КемТИПП был основан в 1972 году; всего за 4 года в институте было сформировано 30 кафедр (7 из них были выпускающими).
В 1974 г. начинается строительство главного корпуса, ведётся строительство корпуса на Красноармейской.
В 1977 году состоялась первая защита дипломных проектов выпускников КемТИПП, по итогам которой 294 инженера пищевой и мясомолочной промышленности получили путёвку в жизнь.
В 1980-х – начале 1990-х годов активно велась работа по созданию филиалов кафедр УНПК, способствующих осуществлению связи между теорией, наукой и реальной жизнью производства, что позволяло соединить интересы учебного процесса с научно-производственной деятельностью.
С 1994 года в институт входит среднетехнический факультет.
В 2002 году институт приобретает звание лауреата «Золотая медаль «Европейское качество» в номинации «100 лучших вузов России».
В 2011 году КемТИПП выиграл грант «Поддержка стратегического развития государственных образовательных учреждений высшего профессионального образования».
В 2012 году институт получил поддержку в рамках международной программы Европейского союза Tempus. Также КемТИПП становится членом Европейской ассоциации интеграции пищевых наук и инженерных знаний в пищевой цепочке ISEKI Food.
17 февраля 2015 года институт получил статус университета.

### Современное состояние института
В настоящее время в институте обучаются около десяти тысяч студентов.

### КемТИПП как институт КемГУ
3 октября 2017 года по приказу министра образования от 3 октября 2017 г. №996 КемТИПП был присоединён к КемГУ как структурное подразделение, возможность чего была объявлена ещё за год до объединения. Планируется , что присоединение КемГУ к КемТИППу займёт полгода  . С 5 февраля 2018 года КемТИПП был ликвидирован. Его факультеты перешли в непосредственное подчинение КемГУ.

## Руководство КемТИППа
- Азаров, Бойко Маринович (1972 год - 1975 год)
- Разгильдеев, Геннадий Иннокентьевич (1975 год - 1978 год)
- Арет, Вальдур Аулисович (1978 год - 1987 год)
- Кожевников, Альберт Иванович (1987 год - 1993 год)
- Юстратов, Владимир Петрович (1993 год -  2012 год)
- Просеков, Александр Юрьевич (2012 год - январь 2016 года). Потом ректор КемГУ
- Кирсанов, Михаил Павлович (с января 2016 года до 5 февраля 2018 года). Потом член учёного совета КемГУ. Зав кафедрой техносферной безопасности.

После 2018 года
- Киселёва, Татьяна Фёдоровна ( с 3 июля 2018-2019)- директор ТИППа.
- Козлова, Оксана Васильевна ( с 2019)- директор ТИППа.
- Бородулин, Дмитрий Михайлович (с 2018)  -директор института инженерных технологий.
- Вождаева, Лидия Ивановна - директор Среднетехнического факультета.

## Структура

### Факультеты
По состоянию на 2017 год в институте действовали 8 факультетов и 30 кафедр. В начале октября факультеты входят непосредственно в состав КемГУ:
- Факультет дополнительного профессионального образования
- Институт электронных образовательных коммуникаций. Год образования: 1972
- Институт инженерных технологий. Год образования: 1972
- Факультет многоступенчатой профессиональной подготовки специалистов
- Среднетехнический факультет. Год образования: 1994 (на базе Кемеровского механико-технологического техникума)
- Технологический институт пищевой промышленности. Год образования: '1980 (на базе Факультета пищевых производств и Факультета технологии мяса и мясных продуктов)
- Экономический факультет

### Региональные представительства КемТИПП
- Алтайский колледж промышленных технологий и бизнеса (Бийск, ул. Советская, 219/5)
- Алтайский механико-технологический техникум молочной промышленности (с. Алтайское, ул. Советская, 189)
- КемТИПП Новосибирск (Новосибирск, ул. Планировочная, 5)
- Мариинский лесотехникум (Мариинск, ул. Котовского, 19)
- Образовательная школа № 9 (Таштагол, ул. Поспелова 4)
- Омский техникум мясной и молочной промышленности (Омск, ул. Солнечная, 25)
- Профессиональное училище № 2 (Прокопьевск, пр-т Шахтеров, 8)
- Профессиональное училище № 15 (Стрежевой, ул. Коммунальная, 40)
- Профессиональное училище № 17 (Ленинск-Кузнецкий, пр-т Текстильщиков, 4)
- Профессиональное училище № 62 (Междуреченск, ул. 50 лет Комсомола 11)
- Профессиональное училище № 86 (Белово, ул. Морозова, 5)
- Свердловское областное профессиональное агропромышленное училище (Екатеринбург, ул. Эскадронная, 4)
- Северский государственный технологический институт (Северск, пр-т. Коммунистический, 65)
- Сибирский научно-исследовательский и проектно-технологический институт переработки сельскохозяйственной продукции, СибНИПТИП (п. Краснообск)
- Томский технико-экономический лицей № 1 (Томск, ул. Беленца, 11)
- Торгово-экономический техникум (Златоуст, ул. Ковшова, 7)
- Торгово-экономический техникум (Курган, ул. Алексеева, 11)
- Торгово-экономический техникум (Новокузнецк, ул. Кутузова, 84)
- Тяжинский профессиональный лицей № 79 (Тяжинский)
- Хакасская национальная гимназия-интернат им. Н. Ф. Катанова (Абакан ул. Крылова, 35)
- Шымкентская ОСШ № 30 имени Ораза Жандосова (Республика Казахстан, г. Шымкент ул. Пшеничных 32)
- Юргинский технологический колледж (Юрга, ул. Заводская, 18)

## Наука
В КемТИППе работали научные школы :
- Буянова Олега Николаевича - использования морозильной техники,
- Иванца Виталия Николаевича : научно-практические основы разработки непрерывнодействующих смесительных агрегатов центробежного, вибрационного и роторно-пульсационного типов с регулируемой инерционностью для получения сухих, увлажненных и жидких комбинированных продуктов.,
- Красновой Тамары Андреевны - Теоретические и практические основы адсорбционных и мембранных технологий очистки (переработки) сложных органоминеральных смесей и технологий подготовки питьевой воды.,
- Маюрниковой Ларисы Александровны - «Теоретические основы инновационного развития сферы питания на основе методологии товародвижения пищевых продуктов». ,
- Остроумова Льва Александровича-«Разработка новых молочных продуктов, физико-химические и биотехнологические основы производства молочных продуктов, исследование особенностей трансформации составных частей молока при его обработке»,
- Позняковского Валерия Михайловича :производство продуктов здорового питания,
- Попова Анатолия Михайловича - физико-химические процессы в пищевом производстве,
- Просекова Александра Юрьевича - Прикладная биотехнология.

### Научные подразделения
- Центр сопровождения научных исследований
- Научно-образовательный центр
- НОЦ Холодильная, криогенная техника и технологии
- НИИ биотехнологии
- НИИ переработки и сертификации пищевой продукции

### Диссертационные советы
- Д 212.809.01
  - 05.18.04 – Технология мясных, молочных и рыбных продуктов и холодильных производств
- Д 212.089.02
  - 05.18.15 - Технология и товароведение пищевых продуктов и функционального и специализированного назначения и общественного питания
  - 05.18.12 - Процессы и аппараты пищевых производств (технические науки)

## Студенческая жизнь
В институте есть студенческая газета «Событие», команда КВН «Кембридж» (сборная КемТИПП), игравшие в полуфинале Высшей лиги КВН, объединённый совет обучающихся, студенческий клуб, студенческие отряды. Концертная программа «Студенческой весны» КемТИПП (режиссёр Булова Л.С.) неоднократно занимала первое место на областном фестивале «Студенческая весна» в Кузбассе в 2008, 2010 и 2011 г.